# Duotang
Duotang var ett tvåmannaband från Winnipeg, bildat 1995, som spelade powerpop. Duotang bestod av Rod Slaughter och Sean Allum.

## Diskografi
Album
- 1996 - Smash the Ships and Raise the Beams
- 1998 - The Cons & The Pros
- 2001 - The Bright Side

Singlar
- 1996 - The Message